# 金羊社
株式会社金羊社（英: Kinyosha Printing Co., Ltd.）は東京都大田区に本社を置く、音楽・映像・ゲームソフトパッケージの製造を主に受託する印刷会社。

## 概要
大正末年の創業直後からSPレコードのレーベル印刷を手がけ、レコード関連のパッケージ印刷などを業務の中心に据えて事業を進めてきた。
日本の音楽・映像・ゲームソフトパッケージの製造メーカーとしては国内最大手のひとつである。例えば、CDの紙ジャケットは、金羊社がジャパン・スリーブとともに市場をほぼ独占している。
2009年9月9日に発売されたザ・ビートルズの『ザ･ビートルズ MONO BOX』では、コンペティションにより全世界向けのパッケージを金羊社が製造しており、それまでにも自負していた世界でもトップレベルの印刷品質を証明することになった。また、パッケージの受託製造以外では、音楽情報サイトの運営や音楽ジャケットアートのイベントを開催するなど音楽を楽しむ為の活動や、アニメ作品への資金拠出などもおこなっている。
金羊社は、レコード・ジャケットの展覧会なども主催してきたが、2008年に社屋を新築した際、その一角にレコード・ジャケット等を展示する常設のギャラリーを設けた。
2021年3月に、レンゴーとその子会社である朋和産業が株式を取得し、レンゴーの子会社となる。

## 沿革
- 1926年9月 - 現在の東京都港区桜川町で創業
- 1941年11月 - 株式会社金羊社に改組
- 1946年1月 - 大田区沼に工場を再建
- 1948年11月 - 鵜の木工場を新設
- 1956年2月 - 朝日印刷株式会社を設立
- 1959年9月 - 本社を東京都大田区鵜の木2丁目8番4号へ移転
- 1969年11月 - 多摩川工場を新設
- 1972年12月 - 御殿場工場を新設
- 1985年7月 - 沼部工場を廃止し、御殿場工場を増築
- 2000年10月 - 朝日印刷株式会社を合併
- 2001年11月 - 印刷組合ドットコム株式会社を共同で設立
- 2003年
  - 1月 - ISO14001本社サイト審査登録
  - 9月 - 御殿場工場本格稼動
- 2004年4月 - 青山オフィス開設
- 2005年
  - 3月 - ISMS、FSC/COC認証取得
  - 12月 - トエミ・メディア・ソリューション株式会社に出資
- 2006年
  - 4月 - HANEDA S&D FACTORY開設、サイン&ディスプレイ事業に参入
  - 5月 - 音楽ポータルサイト「MUSICSHELF」立ち上げ
- 2007年
  - 1月 - 新社屋建設のため仮社屋（川崎市高津区）に移転
  - 7月 - 携帯電話プロモーション支援企業「モバイルマガジン株式会社」に出資
  - 9月 - 赤坂オフィス開設
- 2010年2月 - 青山オフィス閉鎖、赤坂オフィス閉鎖
- 2021年3月 - レンゴーの子会社となる

## 所在地
- 本社：東京都大田区鵜の木2-8-4
- 御殿場工場：静岡県御殿場市神場2-1

## 関連会社
- 株式会社ワールドライブラリー
- 株式会社TAKK・PRODUCTION
- 株式会社金羊社ロジテム
- 株式会社日報

## 出資アニメ作品
- 花右京メイド隊(1999年)
- 仮面のメイドガイ(2004年)
- 隠の王(2008年)
- 仮面のメイドガイ(2008年)
- 戦姫絶唱シンフォギア(2012年)